# The Look of Love (Stanley Turrentine)
Look of Love è un album di Stanley Turrentine, pubblicato dalla Blue Note Records nel 1968. Il disco fu registrato negli studi di Rudy Van Gelder ad Englewood Cliffs, New Jersey (Stati Uniti).

## Tracce
Lato A
1. The Look of Love – 4:25 (Burt Bacharach, Hal David) – Registrato il 15 aprile e 27 maggio 1968 a Englewood Cliffs (New Jersey)
2. Here There and Everywhere – 3:35 (John Lennon, Paul McCartney) – Registrato il 13 & 27 maggio 1968 a Englewood Cliffs (New Jersey)
3. A Beautiful Friendship – 3:18 (Donald Kahn, Stanley Styne)
4. Blues for Stan – 5:55 (Stanley Turrentine) – Registrato il 15 aprile e 27 maggio 1968 a Englewood Cliffs (New Jersey)
5. This Guy's in Love with You – 3:15 (Burt Bacharach, Hal David) – Registrato il 2 e 27 maggio 1968 a Englewood Cliffs (New Jersey)

Lato B
1. Mac Arthur Park – 4:32 (Jimmy Webb) – Registrato il 13 & 27 maggio 1968 a Englewood Cliffs (New Jersey)
2. I'm Always Drunk in San Francisco – 2:22 (Tommy Wolf) – Registrato il 2 e 27 maggio 1968 a Englewood Cliffs (New Jersey)
3. Emily – 3:20 (Johnny Mandel, Johnny Mercer) – Registrato il 2 e 27 maggio 1968 a Englewood Cliffs (New Jersey)
4. Cabin in the Sky – 3:40 (Vernon Duke, John Latouche) – Registrato il 13 & 27 maggio 1968 a Englewood Cliffs (New Jersey)
5. Smile – 4:05 (Charlie Chaplin) – Registrato il 15 aprile e 27 maggio 1968 a Englewood Cliffs (New Jersey)

## Musicisti
Stanley Turrentine with Orchestra
Brani A1, A4 & B5
- Stanley Turrentine - sassofono tenore
- Jimmy Nottingham - flugelhorn
- Snooky Young - flugelhorn
- Benny Powell - trombone basso
- Jimmy Buffington - french horn
- Hank Jones - pianoforte (brani: A4 & B5)
- Duke Pearson - pianoforte, arrangiamenti (brano: A1)
- Kenny Burrell - chitarra
- George Duvivier - contrabbasso
- Grady Tate - batteria

overdubbed
- 14 componenti della sezione archi
- Thad Jones - arrangiamenti (brani: A4 & B5)

Stanley Turrentine Nonet with Strings
Brani A2, B1 & B4
- Stanley Turrentine - sassofono tenore
- Jimmy Nottingham - flugelhorn
- Snooky Young - flugelhorn
- Benny Powell - trombone basso
- Jimmy Buffington - french horn
- Roland Hanna - pianoforte
- Kenny Burrell - chitarra
- George Duvivier - contrabbasso
- Mickey Roker - batteria

overdubbed
- 14 componenti della sezione archi
- Duke Pearson - arrangiamenti

Stanley Turrentine Nonet with Strings
Brani A3, A5, B2 & B3
- Stanley Turrentine - sassofono tenore
- Jimmy Nottingham - flugelhorn
- Snooky Young - flugelhorn
- Benny Powell - trombone basso
- Jimmy Buffington - french horn
- Hank Jones - pianoforte
- Kenny Burrell - chitarra (tranne brano: A3)
- George Duvivier - contrabbasso
- Grady Tate - batteria

overdubbed
- 14 componenti della sezione archi
- Duke Pearson - arrangiamenti